# Кочарян, Ашот Степанович
Ашо́т Степа́нович Кочаря́н (арм. Աշոտ Քոչարյան; 8 июня 1957, Ереван) — армянский политический и государственный деятель, дипломат.
- 1974—1979 — факультет английского языка Института русского и иностранных языков им. В. Брюсова.
- 1986—1990 — аспирантура института философии и права Национальной академии наук. Защитил кандидатскую диссертацию по вопросам войны и мира.
- 1992 — прошёл специальные курсы для дипломатов в институте международных отношений Нидерландов «CLINGENDAL».
- 1993—1994 — Венскую дипломатическую академию.
- 2001 — высшие курсы института по правам человека академического университета (Финляндия).
- 1982—1984 — заместитель директора школы.
- 1984 — учитель в Масиской средней школе английского и русского языка.
- 1990—1992 — научный секретарь в институте философии и права НА Армении.
- 1992—1993 — первый секретарь управления европейских стран министерства иностранных дел Армении.
- 1994—1997 — руководитель отдела ООН в Армении.
- 1997—1999 — первый секретарь в посольстве Австрии.
- 2000—2001 — руководитель отдела по гуманитарным вопросам и правам человека министерства иностранных дел Армении.
- 1999—2002 — советник управления международных отношений министерства иностранных дел Армении, а в 2002—2003 — начальник того же управления.
- 2003—2005 — был пресс-секретарём президента Армении.
- 2005 — 2009 - чрезвычайный и полномочный посол Армении в Индии, Шри-Ланке, Непале и Индонезии.
- С 2009 - чрезвычайный и полномочный посол Армении в Ливане.
- 4 марта 2016 года указом Президента Армении освобожден от должности чрезвычайного и полномочного посла Армении в Ливане.